# Isabel de Castilla (1283-1328)
Isabel de Castilla (Toro, 1283-1328), infanta de Castilla, reina consorte de Aragón y del resto de reinos de su esposo Jaime II de Aragón entre 1291 y 1295, y vizcondesa de Limoges.

## Biografía
Nacida en la población zamorana de Toro fruto del matrimonio entre Sancho IV de Castilla y María de Molina, era hermana de Fernando IV de Castilla.
Se casó el 1 de diciembre de 1291 con Jaime II de Aragón en Soria, cuando la infanta contaba tan sólo con 8 años de edad. El matrimonio no llegó a consumarse y fue anulado tras la muerte de su padre (Sancho IV) en 1295 sin haber tenido descendencia. El matrimonio sólo había sido civil por la falta de dispensa papal.
Se volvió a casar con Juan III de Bretaña, hijo de Arturo II, en segundas nupcias para ambos en Burgos en 1310 sin haber descendencia del matrimonio.